# Time to market
La locuzione inglese time to market (o TTM) indica il periodo di tempo che intercorre tra l'ideazione di un prodotto e la sua effettiva commercializzazione.
Il time to market comprende le fasi di studi di mercato, gli studi di fattibilità, la ingegnerizzazione, la creazione di un prototipo, la produzione in larga scala, l'immissione sul mercato.
Nel campo delle nuove tecnologie è di fondamentale importanza abbassare il time to market per imporsi sul mercato prima dei concorrenti.

## Settore abbigliamento
Il settore abbigliamento è il tipico caso di tendenza all'abbreviazione del time to market.
Nel dopoguerra era progressivamente nata l'industria dell'abbigliamento su larga scala; i tempi di realizzazione e commercializzazione dei prodotti erano di 6 mesi, anche per la stagionalità del prodotto (estate-inverno). Una rottura di questo schema lo si è avuto con l'affermarsi del pronto moda che ha tempi di realizzazione molto più ridotti. L'attuale tendenza al diffondersi di sistemi di raccolta ordini alternativi come il camerino virtuale dove la prova del capo d'abbigliamento è senza l'oggetto fisico può permettere un'ulteriore contrazione dei tempi, anche perché i dati sulle preferenze dei clienti possono essere raccolti in tempo reale.